# Kai Cenat
Kai Carlo Cenat III (uitgesproken als /ˈkaɪ sɪˈnæt/ KY sin-AT; New York, 16 december 2001) is een Amerikaanse online streamer en youtuber. Hij is vooral bekend om zijn livestreams en comedy-inhoud die hij op YouTube deelt. Momenteel staat hij op de vijfde plaats van meest gevolgde Twitch-streamers, met 13 miljoen volgers, en hij heeft het record voor de meeste abonnees ooit op Twitch. Dit record brak hij, dat eerder was gevestigd door Ludwig Ahgren tijdens een subathon in februari 2023. Cenat werd uitgeroepen tot "Streamer van het Jaar" bij de Streamer Awards in zowel 2023 als 2024.

## Vroege leven en opleiding
Cenat werd geboren als zoon van Afro-Caraïbische ouders; zijn moeder is afkomstig uit Trinidad en Tobago en zijn vader uit Haïti. Omdat hij geen nauwe band had met zijn vader, werd Cenat opgevoed door zijn moeder, samen met zijn drie broers en zussen: zijn tweelingzus Kaiya, zijn oudere broer Devonte, en zijn jongere broer Kaleel.
Cenat voltooide zijn middelbareschoolopleiding aan de Frederick Douglass Academy en behaalde zijn diploma in 2019. Daarna begon hij op 27 augustus 2019 aan een studie bedrijfskunde aan de State University of New York at Morrisville. In 2020 besloot hij echter te stoppen met zijn studie omdat het moeilijk was om zijn schoolwerk te combineren met het creëren van content.

## Carrière

### 2018–2021: Begin carrière
Cenat uploadde zijn eerste YouTube-video op 13 januari 2018 en begon met het maken van video's over grappen en uitdagingen. Hij sloot zich aan bij de YouTube-groep AMP (Any Means Possible) nadat hij ontdekt was door Fanum, een andere YouTuber uit de Bronx. Cenat verscheen regelmatig in de video's op het AMP-kanaal. In februari 2021 maakte hij de overstap van YouTube naar Twitch, waar hij begon te streamen en gaming- en reactiecontent uit te zenden.

### 2022: Begin populariteit
In 2022 begon Cenat bekende gasten uit te nodigen in zijn streams, waaronder Bobby Shmurda in april, Lil Baby in oktober en 21 Savage in november. Deze samenwerkingen hielpen hem zijn hoogste kijkcijfers te bereiken, met een piek van 283.245 gelijktijdige kijkers.
Op 8 mei 2022 bracht Cenat zijn debuutsingle "Bustdown Rollie Avalanche" uit, in samenwerking met NLE Choppa. Daarnaast speelde hij een rol in de trailer van Polo G's single "Distraction," die in juni 2022 werd uitgebracht.
In oktober 2022 werd Cenat genomineerd voor de 12e Streamy Awards in de categorieën "Streamer of the Year" en "Breakout Streamer", en won de eerste van de twee in december.

### 2023: Subathon en controverse
Cenat begon op 31 januari 2023 aan een maandlange subathon. Op 28 februari 2023 werd hij de meest geabonneerde Twitch- streamer aller tijden, met op het hoogtepunt 306.621 abonnees.
In maart 2023 zou Cenat ongeveer $ 23.280 per maand (€ 20.923,71 per 21 augustus 2024) verdienen met zijn slaapstreams, wat neerkomt op een jaarlijks inkomen van $ 285.480 (€ 256.585,14 per 21 augustus 2024). Volgens Streams Charts zijn er meer dan 5,6 miljoen uur naar zijn slaapuitzendingen gekeken, wat de aanzienlijke betrokkenheid van de kijkers tijdens deze streams aantoont. Op 11 maart 2023 won Cenat de prijs "Streamer van het Jaar" bij de Streamer Awards 2023.
Op 17 april 2023 werd Cenat tijdelijk geschorst op Twitch om onbekende redenen, maar hij keerde uiteindelijk terug, waarbij hij het aanvankelijk als een onterechte permanente ban opmerkte.Cenat kondigde in mei 2023 een livestreamshow aan met IShowSpeed exclusief op Rumble, getiteld de Kai 'N Speed Show.
In september 2023 was Cenat te zien in de muziek videoclip voor Offset's single " Fan " naast Fanum. In de daaropvolgende maand maakte hij zijn debuut als regisseur van muziekvideo's met de Amerikaanse rapper A Boogie Wit Da Hoodie. Op 14 december 2023 verscheen Nicki Minaj in de stream van Cenat, waarmee hij zijn vorige record qua kijkcijfers met 40.000 verbrak, wat resulteerde in 348.593 gelijktijdige kijkers.

#### 2023 Union Square-rellen
Op 4 augustus 2023 kondigde Cenat een winactie aan van PlayStation 5-consoles en cadeaubonnen op Union Square, Manhattan met Twitch-streamer Fanum. Duizenden van zijn volgers kwamen opdagen bij het spontane evenement, dat al snel uit de hand liep en ontaardde in een rel. De politie van New York (NYPD) mobiliseerde troepen in het gebied toen een grote groep een Best Buy en andere bedrijven in het gebied binnenviel. Cenat werd door de NYPD gearresteerd wegens het aanzetten tot burgerlijke onrust ; de politie verrichtte daarnaast nog 65 andere arrestaties. Later werd hij door de NYPD aangeklaagd voor rellen van de eerste graad, het aanzetten tot een rel en onwettige samenscholing. Later in mei 2024 liet de officier van justitie van Manhattan, Alvin Bragg, de aanklachten tegen Cenat, Denzel Dennis en Muktar Din vallen, in ruil voor excuses en een schadevergoeding van US$57.000 (€ 51.230,75 per 21 augustus 2024).

### 2024–heden: Voortdurende groei

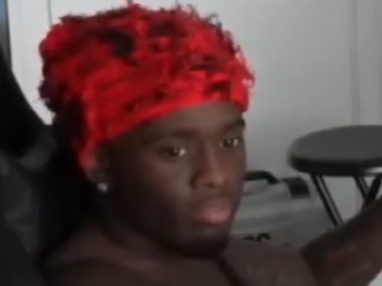
Cenat in 2024

Op 8 februari 2024 maakte Cenat tijdens een livestream bekend dat hij officieel een partnerschap is aangegaan met Nike. Hij zei: "Ik wil graag aankondigen dat we officieel deel uitmaken van de Nike-familie". Hij werd de eerste streamer die een contract tekende bij het bedrijf. Later, op 17 februari 2024, won Cenat de prijzen "Streamer van het Jaar" en "Beste Just Chatting Streamer" bij de Streamer Awards 2024. Tijdens dezelfde ceremonie werd hij ook genomineerd voor "Beste gestreamde evenement".

## Culturele impact
Cenat wordt gecrediteerd voor het populariseren van virale internetslangwoorden zoals rizz, dat is afgeleid van "charisma" en wordt gedefinieerd als "stijl, charme of aantrekkelijkheid"; en gyat, een permutatie van "Goddamn" dat wordt gebruikt met betrekking tot een persoon met prominente billen. Dit zijn termen die veelal worden gebruikt door jongeren. Oxford University Press benoemde Rizz tot woord van het jaar 2023, en Gyat werd genomineerd voor het woord van het jaar 2023 van de American Dialect Society.

## Discografie

### Singles
| Titel                                         | Jaar | Album      |
| --------------------------------------------- | ---- | ---------- |
| "Bustdown Rollie Avalanche" (met NLE Choppa ) | 2022 | Geen album |
| "Dogs" (met IShowSpeed )                      | 2023 | Geen album |

## Filmografie

### Film
| Jaar | Titel         | Rol              | Notities     |
| ---- | ------------- | ---------------- | ------------ |
| 2023 | Good Burger 2 | Ontevreden klant | Gastoptreden |

### Muziekvideo's
| Jaar | Titel             | Kunstenaar(s)                                               | Rol      |
| ---- | ----------------- | ----------------------------------------------------------- | -------- |
| 2020 | "Shoot"           | Adot                                                        | Zichzelf |
| 2022 | "Distraction"     | Polo-G                                                      | Zichzelf |
| 2022 | "Just Wanna Rock" | Lil Uzi Vert                                                | Zichzelf |
| 2022 | "Plenty"          | FaZe Kaysan met. Nardo Wick, G Herbo, Babyface Ray en BIG30 | Zichzelf |
| 2023 | "Fan"             | Offset                                                      | Zichzelf |